# Christina Aguileras diskografi
Dette er en diskografi som dokumenterer album og singler udgivet af Christina Aguilera.

## Album
Dette er en liste over de album af Aguilera som blev udgivet eller er fastsat til udgivelse. Ved hvert album står dets udgivelsesår, titel, position på hitlisterne, RIAA certificeringer og omsætning. I USA har hun solgt over 16 millioner album.

### Studio albums
| Titel                                                                                                   | Album detaljer                                                                                                | Hitlisteplaceringer | Hitlisteplaceringer | Hitlisteplaceringer | Hitlisteplaceringer | Hitlisteplaceringer | Hitlisteplaceringer | Hitlisteplaceringer | Hitlisteplaceringer | Hitlisteplaceringer | Hitlisteplaceringer | Salg                                                   | Certificering |
| Titel                                                                                                   | Album detaljer                                                                                                | USA                 | Øst                 | AUT                 | CAN                 | Tys                 | Irl                 | Hol                 | NZ                  | SWI                 | UK                  | Salg                                                   | Certificering |
| --- | --- | ------------------- | ------------------- | ------------------- | ------------------- | ------------------- | ------------------- | ------------------- | ------------------- | ------------------- | ------------------- | ------------------------------------------------------ | --- |
| Christina Aguilera                                                                                      | - Udgivet: 24. august 1999 (USA) - Pladeselskab: RCA - Formater: CD, cassette, digital download               | 1                   | 21                  | 15                  | 1                   | 13                  | 10                  | 21                  | 5                   | 5                   | 14                  | - Globalt: 17.000.000 - US: 8,279,000                  | - RIAA: 8× Platin - ARIA: Platin - BPI: Platin - IFPI SWI: Gold - MC: 6× Platin - RMNZ: Platin                                                         |
| Mi Reflejo                                                                                              | - Udgivet: 12. september 2000 (USA) - Pladeselskab: BMG U.S. Latin - Formater: CD, cassette, digital download | 27                  | —                   | —                   | —                   | —                   | —                   | —                   | —                   | 54                  | —                   | - Globalt: 3.000.000 - USA: 487.000                    | - RIAA: 6× Platin (Latin) |
| My Kind of Christmas                                                                                    | - Udgivet: 24. oktober 2000 (USA) - Pladeselskab: RCA - Formater: CD, digital download                        | 28                  | —                   | —                   | —                   | —                   | —                   | —                   | —                   | —                   | —                   | - USA: 1.015.000                                       | - RIAA: Platin |
| Stripped                                                                                                | - Udgivet: 26. oktober 2002 (ITA) - Pladeselskab: RCA - Formater: CD, LP, digital download                    | 2                   | 7                   | 10                  | 3                   | 6                   | 2                   | 3                   | 5                   | 9                   | 2                   | - Globalt: 12.000.000 - USA: 4.383.000 - UK: 1.900.000 | - RIAA: 4× Platin - ARIA: 4× Platin - BPI: 6× Platin - BVMI: Platinum - IFPI AUT: Platinum - IFPI SWI: Platin - MC: 3× Platin - RMNZ: 2× Platin        |
| Back to Basics                                                                                          | - Udgivet: 11. august 2006 (forskellige) - Pladeselskab: RCA - Formater: CD, LP, digital download             | 1                   | 1                   | 1                   | 1                   | 1                   | 1                   | 1                   | 2                   | 1                   | 1                   | - Globalt: 5.000.000 - USA: 1.712.000 - UK: 522.696    | - RIAA: Platin - ARIA: 2× Platin - BPI: Platin - BVMI: Platin - IFPI AUT: Guld - IFPI SWI: Platinum - IRMA: 3× Platinum - MC: 3× Platin - RMNZ: Platin |
| Bionic                                                                                                  | - Udgivet: 4. juni 2010 (various) - Pladeselskab: RCA - Formater: CD, LP, digital download                    | 3                   | 3                   | 3                   | 3                   | 6                   | 4                   | 6                   | 6                   | 2                   | 1                   | - USA: 330.000 - UK: 59.984                            | - ARIA: Guld - IFPI AUT: Guld - BPI: Sølv |
| Lotus                                                                                                   | - Udgivet: 9. november 2012 (various) - Pladeselskab: RCA - Formater: CD, digital download                    | 7                   | 19                  | 13                  | 7                   | 13                  | 29                  | 12                  | 29                  | 10                  | 28                  | - USA: 290.000 - UK: 9.422                             | - MC: Guld |
| "—" viser at udgivelserne ikke opnåede nogen hitlisteplacering eller at de ikke blev udgivet i området. | |                     |                     |                     |                     |                     |                     |                     |                     |                     |                     |                                                        | |

### Andre album
- Mi Reflejo
  - Udgivet: 12. september 2000
  - Global omsætning: 3 millioner.[54]
  - Omsætning USA: 650.000 (Billboard 200: #27)
  - 3x Platin (US)
- My Kind of Christmas
  - Udgivet: 24. oktober 2000
  - Global omsætning: 2 millioner.[54]
  - Omsætning USA: 1.000.000 (Billboard 200: #28)
  - Platin (USA)

- Keeps Gettin' Better - A Decade Of Hits
  - Udgivet: 11. nov 2010
  - Global omsætning: 1.000.000 (Billboard 200: #9)

## Singler
Det følgende er en liste over de amerikanske singler. Ved hver single står udgivelsesdato og titel såvel som højeste placering på diverse hitlister.
| År   | Sang                                                      | U.S. Hot 100 | U.S. Club Play | ENG | CAN | AUS | TYS | SPA | UWC | Album                                   |
| ---- | --------------------------------------------------------- | ------------ | -------------- | --- | --- | --- | --- | --- | --- | --------------------------------------- |
| 1998 | "Reflection"                                              | —            | —              | —   | —   | —   | —   | —   | —   | Mulan Soundtrack, Christina Aguilera    |
| 1999 | "Genie in a Bottle"                                       | 1            | —              | 1   | 1   | 2   | 2   | —   | 1   | Christina Aguilera                      |
| 1999 | "What a Girl Wants"                                       | 1            | 18             | 3   | 1   | 5   | 18  | —   | 1   | Christina Aguilera                      |
| 1999 | "The Christmas Song (Chestnuts Roasting on an Open Fire)" | 18           | —              | —   | —   | —   | —   | —   | —   | My Kind of Christmas                    |
| 2000 | "I Turn to You"                                           | 3            | —              | 19  | 10  | 40  | 65  | —   | 6   | Christina Aguilera                      |
| 2000 | "Come on Over Baby (All I Want Is You)"                   | 1            | —              | 8   | 14  | 9   | 28  | —   | 4   | Christina Aguilera                      |
| 2000 | "Christmas Time"3                                         | —            | —              | —   | —   | —   | —   | —   | —   | My Kind of Christmas                    |
| 2001 | "Nobody Wants to Be Lonely" (med Ricky Martin)            | 13           | —              | 4   | 4   | 8   | 5   | —   | 1   | Sound Loaded                            |
| 2001 | "Lady Marmalade" (med P!nk, Lil' Kim & Mya)               | 1            | 3              | 1   | 18  | 1   | 1   | 3   | 1   | Moulin Rouge! Soundtrack                |
| 2002 | "Dirrty" (med Redman)                                     | 48           | —              | 1   | 5   | 4   | 4   | 3   | 5   | Stripped                                |
| 2002 | "Beautiful"                                               | 2            | 1              | 1   | 1   | 1   | 4   | —   | 1   | Stripped                                |
| 2003 | "Fighter"                                                 | 20           | —              | 3   | 3   | 5   | 13  | 15  | 3   | Stripped                                |
| 2003 | "Can't Hold Us Down" (med Lil' Kim)                       | 12           | —              | 6   | 20  | 5   | 9   | —   | 3   | Stripped                                |
| 2003 | "The Voice Within"                                        | 33           | —              | 9   | 10  | 8   | 13  | —   | 7   | Stripped                                |
| 2003 | "Infatuation" 3 4                                         | —            | —              | —   | —   | —   | —   | 21  | —   | Stripped                                |
| 2004 | "Car Wash" (med Missy Elliott)                            | 63           | —              | 4   | —   | 2   | 6   | —   | 10  | Shark Tale Soundtrack                   |
| 2004 | "Tilt Ya Head Back" (med Nelly)                           | 58           | —              | 5   | 27  | 5   | 27  | —   | 26  | Sweat                                   |
| 2006 | "Ain't No Other Man" 1                                    | 6            | 1              | 2   | 3   | 6   | 5   | 6   | 2   | Back to Basics                          |
| 2006 | "Hurt" ²                                                  | 19           | 1              | 11  | 6   | 9   | —   | —   | 4   | Back to Basics                          |
| 2006 | "Tell Me" (med Diddy) ²                                   | 47           | —              | 8   | —   | 13  | —   | —   | 24  | Press Play                              |
| 2007 | "Candyman"                                                | 25           | —              | 17  | 9   | 2   | —   | —   | 13  | Back to Basics                          |
| 2008 | "Keeps Gettin' Better"                                    | 7            | 7              | 14  | 4   | 26  | —   | —   | 14  | Keeps Gettin' Better = A Decade Of Hits |
| 2010 | "Not Myself Tonight"                                      | 23           | 1              | 12  | 11  | 22  | —   | 32  | 25  | Bionic                                  |

1. I øjeblikket aktiv på flere hitlister verden over.
2. Ikke udgivet endnu.
3. Kun spillet i radioen
4. Kun udgivet i Sydamerika

B-Sider/Uudgivede sange
- Uudgivede sange & B-sider